# Wyszogród
Wyszogród is een stad in het Poolse woiwodschap Mazovië, gelegen in de powiat Płocki. De oppervlakte bedraagt 13,87 km², het inwonertal 2793 (2005).

## Verkeer en vervoer
- Station Wyszogród

1. ↑  Polska w liczbach - Wyszogród